# Boira: fulla de pantarragonisme
Boira: fulla de pan-tarragonisme que Salvador Torrell i Eulàlia fa estampar a Reus ciutat del camp de Tarragona, va ser una revista de la qual se'n coneix només un número i que se suposa que va ser únic.
Aquest número 1 va aparèixer l'agost de 1922 a Reus, i formava part dels títols que Salvador Torrell va publicar amb la clara intenció d'apropar les avantguardes literàries i culturals a la ciutat. Es lliga amb la revista Llaç, apareguda el 1919 i 1920 i és un antecedent a la publicació satíric-política Reus 1973.
L'imprimia la Impremta Biblioteka, una empresa que havia fundat Marcial Badia, tipògraf socialista instal·lat a Reus, que havia adquirit les premses de la Gutenberg, impremta de Tarragona vinculada a l'editor anarcosindicalista Hermós Plaja. Boira va ser una revista literària de línies avantguardistes, que publicà sobretot poesies de Ramon Blasi i Rabassa, Joan Ferraté Gili i Josep Maria Prous i Vila, a part de textos de Torrell. En català i amb una mida de 31 cm., tenia 2 pàgines a dues columnes. Només es coneix l'exemplar de la Biblioteca Central Xavier Amorós de Reus.